# Gerald und Charlene Gallego
Gerald und Charlene Gallego waren ein US-amerikanisches Ehepaar, das als Serienmörder („The Love Slave Killers“) in die Kriminalgeschichte einging.

## Kurzbiografien

### Gerald Gallego
Gerald Armand Gallego (* 17. Juli 1946 in Sacramento, Kalifornien; † 18. Juli 2002 in Nevada) war der Sohn von Gerald Alberto Gallego und Lorraine Pullen Gallego. Seinen Vater lernte Gerald junior nie kennen, weil dieser sich zum Zeitpunkt seiner Geburt im San Quentin State Prison befand. Gallego senior gelang später die Flucht, wurde aber nach dem Mord an zwei Polizisten in Mississippi verhaftet und 1955 als erster Gefangener in Mississippi in der Gaskammer hingerichtet. Gerald Junior wuchs in dem Glauben auf, sein Vater sei bei einem Unfall ums Leben gekommen.
Gallego wurde bereits in jungen Jahren wegen mehrerer Diebstähle polizeibekannt. 1959, im Alter von 13 Jahren, vergewaltigte er ein erst sechs Jahre altes Mädchen aus der Nachbarschaft. Im Juli 1961 wurde er auf Bewährung entlassen. Im Frühjahr 1962 begingen er und sein Halbbruder David Hunt einen bewaffneten Raubüberfall und wurden in die Besserungsanstalt (Mule Creek State Prison in Ione) eingewiesen. Obwohl ihm kurz darauf die Flucht gelang, stellte er sich der Polizei und saß bis 1963 ein, als er erneut auf Bewährung freigelassen wurde.
Im Dezember 1963 heiratete er eine 21-jährige Frau und im April 1964 kam seine Tochter Krista zur Welt. Diese Ehe wurde zwischen 1964 und 1965 (die Angaben variieren) geschieden. Am 12. Juli 1966 heiratete Gallego ein zweites Mal. Die Ehe wurde nach nur 26 Tagen wegen Geralds Gewalttätigkeiten gegen seine Frau geschieden. Seine dritte Ehe, die er am 14. Oktober 1967 einging, wurde aus den gleichen Gründen nach weniger als einem Monat geschieden. Im März 1969 heiratete er in Reno ein viertes Mal. Es war eine Vernunftehe, da seine 19-jährige Ehefrau Harriette von Gallego schwanger war, ohne Gallegos Vorliebe für BDSM zu kennen. Harriette ließ sich nach nur einem Monat ebenfalls wieder von ihm scheiden.
Am 25. Oktober 1969 begingen Gallego und Hunt erneut einen bewaffneten Raubüberfall auf ein Motel in Vacaville. Erneut gelang es den beiden, kurz nach Beginn ihrer Haftstrafe aus dem Gefängnis von Solano County zu entkommen. Sie wurden jedoch nach vier Tagen verhaftet und zu einer Gefängnisstrafe von fünf Jahren verurteilt. Noch während seines Aufenthalts im Gefängnis heiratete Gerald am 5. Oktober 1974 ein fünftes Mal. Am 12. Dezember 1975 wurde er entlassen; seine fünfte Ehe wurde im August 1977 geschieden. Am 10. September 1977 lernte Gallego Charlene Williams kennen, die mit ihm zusammen mehrere Morde begehen sollte.

### Charlene Gallego
Charlene Adell Gallego, geb. Williams (* 10. Oktober 1956 in Sacramento, Kalifornien) wuchs im Gegensatz zu ihrem künftigen Ehemann in gutbürgerlichen Verhältnissen auf. Ihr Vater Charles Williams war Leiter eines Supermarkts in Stockton.
Williams war eine gute Schülerin und erlernte zahlreiche Musikinstrumente, sodass es ihre Eltern gerne gesehen hätten, wenn Charlene am Musikkonservatorium von San Francisco aufgenommen worden wäre. Sie kam jedoch bereits im Alter von zwölf Jahren mit Drogen in Kontakt und mit 14 Jahren wurde sie alkoholsüchtig.
Sie schaffte nur knapp den Schulabschluss und brach das College nach einem Semester wieder ab. Da sie nach dem Vorbild ihres Vaters Geschäftsfrau werden wollte, eröffnete sie mit der finanziellen Unterstützung ihrer Eltern einen Geschenkartikelladen in Folsom, musste aber bald darauf Konkurs anmelden.  
Nach zwei gescheiterten Ehen traf sie am 10. September 1977 den zehn Jahre älteren Gerald Gallego und begann mit ihm eine Beziehung.

## Zusammenleben
Eine Woche nach ihrem Kennenlernen zogen Charlene Williams und Gerald Gallego zusammen in ein Haus in der Bluebird Lane in Sacramento. Gallego lud eine minderjährige Ausreißerin zu ihnen nach Hause ein und sie führten eine sexuelle Beziehung zu dritt. Als Gallego im Frühjahr 1978 Charlene Williams alleine mit dem Mädchen im Bett antraf, berichtete diese ihm, dass sie bisexuell sei. Gerald Gallego verprügelte daraufhin seine Lebensgefährtin und warf ihre Mitbewohnerin aus dem Haus. 
Später brach sich Gallego den Finger, als er Williams ins Gesicht schlug, und diese fügte ihm mit einer Keule eine Wunde am Kopf zu.
Im Juli 1978, zu Gerald Gallegos 32. Geburtstag, lud Charlene Williams dessen Tochter Krista zu sich nach Hause ein. Der Vater vergewaltigte dabei seine 14-jährige Tochter. Später stellte sich heraus, dass Gerald Gallego seine Tochter Krista seit ihrem sechsten Lebensjahr regelmäßig sexuell missbraucht hatte.

## Mordserie
Am frühen Nachmittag des 11. September 1978 fuhren sie mit ihrem Dodge zu einem Einkaufszentrum in der Innenstadt von Sacramento, um sich dort nach einem Opfer umzusehen. Charlene Williams lud die 17-jährige Rhonda Sheffler und ihre 16-jährige Freundin Kippi Vaught zum Marihuanarauchen ein. Sie brachte die beiden auf den Parkplatz, wo Gerald Gallego die Jugendlichen mit seiner Waffe Kaliber .25 ACP bedrohte und sie aufforderte, ins Auto zu steigen.
Zwei Tage später, am 13. September 1978, entdeckten Farmer bei Baxter, 24 Kilometer von Sacramento entfernt, die Leichen der misshandelten Jugendlichen. Die Mädchen waren mit einem Wagenheber erschlagen worden, außerdem war ihnen aus kurzer Entfernung in den Kopf geschossen worden.
Kurze Zeit später zogen Gerald und Charlene nach Reno (Nevada) und heirateten am 30. September 1978 im Beisein von Charlenes Eltern, jedoch gegen deren Wunsch. Unter dem falschen Namen Stephen Robert Feil fand Gallego eine Anstellung als Fernfahrer für ein texanisches Unternehmen, sodass er zwischen Sacramento und Reno pendeln konnte. Charlene Gallego fand Arbeit bei einer Fleischverpackungsfabrik in Reno.
Nachdem Gerald Anfang Juni 1979 arbeitslos geworden war, verschwanden am 24. Juni 1979 Brenda Lynne Judd (14) und Sandra Kay Colley (13) von einem Rummelplatz in Washoe County. Sie wurden in einer abgelegenen Gegend der Wüste von Nevada sexuell missbraucht und aus kurzer Distanz erschossen. Ihre im Erdboden vergrabenen Skelette wurden erst über 20 Jahre später im November 1999 entdeckt.
Im September 1979 verließ das Ehepaar Gallego Nevada und kehrte nach einjähriger Abwesenheit nach Kalifornien zurück. In Sacramento fand Gerald eine Anstellung als Barkeeper und hatte eine außereheliche Beziehung mit einer Frau namens Patty. Als diese Anfang 1980 von ihm schwanger geworden war, zwang er sie zur Abtreibung, ebenso wie Charlene, die im Mai 1980 ihre Schwangerschaft bemerkt hatte.
Gerald und Charlene Gallegos nächste Opfer wurden am 24. April 1980 in Citrus Heights, einem Vorort von Sacramento, gefunden. Es handelte sich um die beiden 17-jährigen Mädchen Karen Chipman Twiggs und Stacy Ann Redican. Auch sie wurden mit einer Waffe in das Auto des Mörderpaares gezwungen, von beiden sexuell missbraucht und mit einem Hammer erschlagen. Mit den Leichen der Teenager im Kofferraum überquerten sie die Grenze des Bundesstaats Kalifornien und vergruben diese bei Lovelock (Nevada). Die Leichen der beiden Mädchen wurden drei Monate später, am 27. Juli 1980, gefunden.
Am 1. Juni 1980 erneuerten sie ihr Hochzeitsgelübde in Reno und wurden als Mr. und Mrs. Stephen Robert Feil erneut getraut. 
Kurz danach fuhren sie in den US-Bundesstaat Oregon, wo sie am 8. Juni 1980 bei Port Orford die 21-jährige Anhalterin Linda Aguilar mitnahmen. Die dunkelhaarige und im vierten Monat schwangere Frau passte nicht ins typische Raster der Gallegos. Das Opfer wurde vergewaltigt und der Schädel mit einem Stein eingeschlagen. Mit einer Nylonschnur an Händen und Füßen gefesselt, wurde Aguilar lebendig in eine Grube geworfen und verscharrt. Der Leichnam wurde zwei Wochen später, am 22. Juni 1980, von deutschen Touristen nahe Gold Beach gefunden.
Einen Monat später, am 17. Juli 1980, fand das Mörderpaar sein mittlerweile achtes Opfer, die 34-jährige Virginia Mochel. Sie wurde nach dem Ende ihrer Schicht vom Parkplatz des Lokals in West-Sacramento, in dem sie arbeitete, entführt und war das erste Opfer, das die Gallegos mit zu sich nach Hause nahmen und dort vergewaltigten. Nachdem sie Mochel mit einer Peitsche misshandelt hatten, erwürgte Gerald sie in seinem Lieferwagen. Ihre bereits skelettierte Leiche fand ein Fischer knapp drei Monate später, am 3. Oktober 1980, im kalifornischen Clarksburg.

## Verhaftung
Mit vorgehaltener Waffe entführten die Gallegos in der Nacht des 2. November 1980 den 22-jährigen Craig Miller und dessen Verlobte, die 21 Jahre alte Mary Elizabeth Sowers, in deren eigenem Wagen, nachdem diese vom Ball einer Studentenverbindung gekommen waren. Ballgäste, die die Entführung bemerkt hatten, notierten sich das Autokennzeichen und verständigten die Polizei. Obwohl eine Großfahndung im Großraum Sacramento eingeleitet worden war, wurde erst am nächsten Tag das Auto von Craig Miller in der Einfahrt des Hauses von Charlenes Eltern gefunden. Zu diesem Zeitpunkt war das junge Paar bereits tot. Craig Millers Leichnam – er war das einzige männliche Opfer der Mordserie – wurde kurz darauf am Bass Lake gefunden. Mary Sowers sterbliche Überreste wurden erst am 22. November 1980 in einem Graben in Placer County geborgen.
Die Ermittler besaßen nun die Namen der Täter, die mittlerweile auf der Flucht waren. Das Paar meldete sich aus Omaha (Nebraska) telefonisch bei den Eltern von Charlene und bat diese, ihnen Geld zu überweisen. Das Gespräch wurde von der Polizei abgehört und die Bundespolizei FBI in Nebraska verständigt. Am 17. November 1980 wurden Gerald und Charlene Gallego bei einer Filiale der Western-Union-Bank festgenommen.

## Prozess
Zunächst stritten die Gallegos ihre Tat ab. In der Untersuchungshaft brachte Charlene am 17. Januar 1981 einen Sohn zur Welt. Er wuchs später bei seinen Großeltern – Charlenes Eltern – auf. Danach beschuldigte Charlene ihren Mann. Da ihr die Todesstrafe drohte, bot sie den Ermittlern im Austausch für eine Strafmilderung die Herausgabe von Informationen an. Die Ermittler versprachen ihr eine Freiheitsstrafe von 16 Jahren und acht Monaten.
Gerald Gallegos Prozess wurde am 15. November 1982 in Martinez eröffnet und dauerte sieben Monate. Im Fall Craig Miller und Mary Sowers, den letzten Mordopfern des Paares, erhielt Gallego am 22. Juni 1983 die Todesstrafe.
Um sich für den Mord an Karen Chipman Twiggs und Stacy Ann Redican zu verantworten, wurde Gallego nach Nevada überstellt. Einwohner Kaliforniens riefen eine Unterschriftenaktion ins Leben, mit der die Todesstrafe für das Paar gefordert wurde. Der zweite Prozess von Mai bis Juni 1984 in Pershing County endete mit einer weiteren Todesstrafe. Gerald Gallego zählte somit zu den wenigen Kriminellen, die de jure in zwei US-Bundesstaaten in der Todeszelle saßen.

## Ende des Falles
Sowohl Gerald als auch Charlene Gallego wurden im Bundesgefängnis von Carson City untergebracht. Charlene, die 1991 wegen guter Führung entlassen werden sollte, entschied sich dafür, die Strafe komplett abzusitzen, und wurde im August 1997, im Alter von 40 Jahren, entlassen. 
Gerald Gallego richtete im Lauf der Zeit mehrere Gnadengesuche an Gouverneure und die Bundesbehörden, jedoch ohne Erfolg. Nachdem im November 1999 die Skelette der im Jahr 1979 ermordeten Sandra Colley und Brenda Judd identifiziert worden waren, wurde dem Mörder erneut der Prozess gemacht. Die Geschworenen verurteilten ihn zum Tode.
In allen drei Prozessen wurde Revision beantragt, da die Geschworenen falsche Rechtsbelehrungen erhalten hatten. Der Generalstaatsanwalt von Nevada legte dagegen Beschwerde ein. Daraus ergab sich ein Jahre dauerndes juristisches Verfahren.
Am 18. Juli 2002 starb Gerald Gallego einen Tag nach seinem 56. Geburtstag im Häftlingskrankenhaus von Nevada an Krebs.